# Dos Palos (Kalifornija)
Dos Palos je grad u američkoj saveznoj državi Kalifornija. Prema popisu stanovništva iz 2010. u njemu je živjelo 4,950 stanovnika.